# (3748) Tatum
(3748) Tatum es un asteroide perteneciente al cinturón de asteroides, descubierto el 3 de mayo de 1981 por Edward Bowell desde la Estación Anderson Mesa (condado de Coconino, cerca de Flagstaff, Arizona, Estados Unidos).

## Designación y nombre
Designado provisionalmente como 1981 JQ. Fue nombrado Tatum en honor del astrónomo canadiense Jeremy B. Tatum.